# Saikō no jinsei no owarikata - Ending Planner
Saikō no jinsei no owarikata - Ending Planner (最高の人生の終り方~エンディングプランナー~?, Saikō no jinsei no owarikata ~ Endingu Purannā~, lett. "Il modo migliore per completare una vita - Ending Planner") è un dorama invernale in 10 puntate della TBS andato in onda nel 2012 che vede Tomohisa Yamashita interpretare il ruolo di uno dei personaggi principali.
La vicenda ruota attorno ai membri della famiglia Ihara, che gestisce un salone a Tokyo in cui vengono espletate le operazioni rituali funebri.

## Trama
La camera ardente Ihara-ya (井原屋?) viene gestita dalla famiglia di Masato da generazioni: lui, il secondo figlio, è cresciuto odiando profondamente l'azienda in cui ha sempre lavorato il padre; questo per le costanti prese in giro che gli è toccato subire fin dai tempi della scuola in quanto figlio del becchino.
Questa sofferenza interiore lo ha fatto uscire di casa molto giovane, tanto era forte il suo desiderio di liberarsi da questo stigma: ma la morte repentina del padre e la scomparsa altrettanto improvvisa del fratello maggiore Kento costringono Masato a tornare.
La Ihara-ya è affidata così alle mani riluttanti del giovane figlio cadetto: si trova pertanto ad intrattener stretti legami con la polizia... difatti la maggior parte dei corpi delle persone che son morte in circostanze misteriose o sospette passano per la camera ardente del salone Ihara, a cui vengono affidate per i cerimoniali funebri di rito.
Succede però che Masato a volte, quando la polizia ha classificato la morte semplicemente come accidentale, cerca di approfondire il caso e scoprir la verità nascosta che ci sta dietro, pur sapendo bene che questo comportamento pecca gravemente d'indiscrezione.
Masato finisce con l'entrar così in contatto con fatti ed eventi riguardanti il defunto di turno ben celati in superficie; viene a conoscenza delle eventuali ragioni e motivazioni dolorose riguardanti la famiglia del morto, e quella che è a tutti gli effetti la dura realtà del mondo e della vita (la morte definitiva per il defunto e la necessaria sopravvivenza per i superstiti).
Conoscerà anche la giovane detective Yuki, ed assieme a lei comincerà ad affrontare i nodi rimasti irrisolti e le sofferenze rimosse riguardanti la sua stessa vita e ambiente familiare in cui è cresciuto.

## Personaggi
Ihara Masato (井原真人?)
Interpretato da: Tomohisa Yamashita
Secondo figlio della famiglia Ihara; assume la responsabilità del salone funebre Ihara-ya dopo la morte del padre e la scomparsa repentina del fratello maggiore; è un ex-dipendente di alto livello della catena izakaya.
Sakamaki Yuki (坂巻優樹?)
Interpretato da: Nana Eikura
giovane detective; una vecchia conoscenza di Masato.
Ihara Kento (井原健人?)
Interpretato da: Takashi Sorimachi
Primogenito della famiglia Ihara e fratellastro di Masato; ha lavorato presso lo Ihara-ya a partir dal giorno in cui si è diplomato; è misteriosamente scomparso due mesi prima dell'effettiva morte del padre.
Ihara Haruka (井原晴香?)
Interpretato da: Atsuko Maeda
Figlia di mezzo della famiglia Ihara; si occupa dei conti dello Ihara-ya; soffre di una piccola disabilità fisica.
Ihara Hayato (井原隼人?)
Interpretato da: Yūri Chinen
Figlio più giovane della famiglia Ihara; studente universitario, è uscito presto di casa, proprio come Masato.
Ihara Momoko (井原桃子?)
Interpretato da: Ito Ono
Figlio più piccolo della famiglia Ihara.
Tanaka Eisuke (田中英輔?)
Interpretato da: Kohei Otomo
Dipendente dello Ihara-ya.
Iwata Itsuro (岩田逸郎?)
Interpretato da: Tsutomu Yamazaki
Ex capo della polizia; amico di famiglia di vecchia data.
Ihara Kotaro (井原浩太郎?)
Interpretato da: Keizo Kanie
Padre di Masato, il gran patriarca a capo della famiglia.
Nagamine Jun (長峰 潤?)
Interpretato da: Kensei Mikami
Kinohara Yoshio (木野原義男?)
Interpretato da: Sansei Shiomi
Kagawa Yuko (香川夕子?)
Interpretato da: Isono Kiroko
Mizuno Kanako (水野可南子?)
Interpretato da: Rei Okamoto
Murauchi Yayoi (村内弥生?)
Interpretato da: Mami Hashimoto
Kawahara Tatsuho (川原達法?)
Interpretato da: Masaya Kikawada

## Episodi
| Nº | Giapponese 「Kanji」 - Rōmaji | In onda          | In onda |
| Nº | Giapponese 「Kanji」 - Rōmaji | Giapponese       |         |
| 1  | 「僕、葬儀屋になります〜恋あり、涙あり、ミステリーありのヒューマンホームドラマ」 - Boku, sōgi ya ni nari masu? koi ari, namida ari, misuterī ari no hyūman hōmudorama | 12 gennaio 2012  |         |
| 2  | 「涙と葬儀屋の謎」 - Namida to sōgi ya no nazo | 19 gennaio 2012  |         |
| 3  | 「嫁VS姑バトルと涙」 - Yome VS shūto batoru to namida | 26 gennaio 2012  |         |
| 4  | 「遺産相続〜白紙の遺言状の涙」 - Isan sōzoku? hakushi no yuigon jō no namida                                                                                          | 2 febbraio 2012  |         |
| 5  | 「2つの指輪〜弟の恋兄の秘密」 - 2 tsu no yubiwa? otōto no koi kei no himitsu                                                                                          | 9 febbraio 2012  |         |
| 6  | 「哀しき不倫愛の結末〜孫への愛」 - Kanashiki furin ai no ketsumatsu? mago e no ai                                                                                     | 16 febbraio 2012 |         |
| 7  | 「ありがとう兄ちゃん〜妹の初恋」 - Arigatō nīchan? imōto no hatsukoi                                                                                                  | 23 febbraio 2012 |         |
| 8  | 「兄の想いに家族号泣〜涙の殉職」 - Ani no omoi ni kazoku gōkyū? namida no junshoku                                                                                    | 1º marzo 2012    |         |
| 9  | 「最終前編! 母の愛」 - Saishū zenpen! haha no ai | 8 marzo 2012     |         |
| 10 | 「アイ・ラブ・ユー」 - Ai.rabu.yū | 15 marzo 2012    |         |